# Beneš Metod Kulda
Beneš Method Kulda, (16 mars 1820, Ivančice – 6 mai 1903 Prague) est un prêtre patriote, écrivain et rassembleur de chansons folkloriques et de contes de fées.

## Biographie
Fils de Wenzl Gulda et Magdalena Schilbergerové, il a six frères et sœurs.
À partir de 1839, il étudie la philosophie et la théologie à Brno. En 1845, il est ordonné prêtre et devient aumônier à Židlochovice, plus tard à Brno. Il séjourne plusieurs fois à Rožnov, où il commença à rassembler des contes populaires, des comptines et des chansons. Il participe à la fondation du "Patrimoine de St. Cyrille et Méthode" et édite le calendrier "Moravan" en 1851-1860. Dans les années 1859-1870, il est curé de Chlum u Sedlčany et en 1864, il est élu membre de l'Assemblée régionale tchèque. Dans les années 1865-1893, il publie un certain nombre de brochures religieuses, de sermons et d'écrits occasionnels à Olomouc. À partir de 1870, il devient chanoine du chapitre de Vyšehrad et inspecteur de diverses écoles.
Au cours de ces dernières années, il souffre de cécité au point de devenir complètement aveugle et doit dicter ses paroles.
Kulda a publié des dizaines de livres et écrit des centaines d'articles dans divers magazines, a publié plusieurs recueils de contes populaires, de comptines et de chansons, a décrit les coutumes du mariage à Rožnovsk et a publié plusieurs recueils de sermons. Divers comités continuent de publier ses contes de fées et la Bibliothèque nationale de la République tchèque enregistre 184 titres de livres sous son nom.

## Ouvrages (partiel)
- Sermon en la fête de l'Annonciation de la Bienheureuse Vierge Marie – Brno : p. n, 1850 ?
- Mládenec et Mořena, c'est-à-dire Conversations drôles et très instructives entre un honnête jeune homme et la Mort. Litomyšl : Karel Hřebíček, après 1852.
- Chansons et poèmes pour les écoles nationales - Brno : Vilém Burkart, 1856
- Sermon à l'occasion de la fête de St. Anna, Mère de la Bienheureuse Vierge Marie, ce qu'il fit à Pustoměř en 1856 – Brno : sn, 1857
- Hymne à la Bienheureuse Vierge Marie – Brno : W. Burkart, 1857
- Biographie de Tomáš Procházka, ... – Brno : RM Rohrer, 1863
- Contes de fées, légendes, coutumes et superstitions nationales moraves, I–IV. Prague, 1874.

## Source
- (cs) Cet article est partiellement ou en totalité issu de l’article de Wikipédia en tchèque intitulé « Beneš Method Kulda » (voir la liste des auteurs).